# 核磁子
核磁子是有關磁矩的物理常數，符號{\displaystyle \mu _{N}}，在國際單位制下為：
{\displaystyle \mu _{\mathrm {N} }={{e\hbar } \over {2m_{\mathrm {p} }}}}
若在高斯單位制下為：
{\displaystyle \mu _{\mathrm {N} }={{e\hbar } \over {2m_{\mathrm {p} }c}}}
其中：
{\displaystyle e}為基本電荷
{\displaystyle \hbar }為約化普朗克常數
{\displaystyle m_{p}}為質子靜止質量
{\displaystyle c}為光速
在國際單位制下，核磁子數值為
{\displaystyle \mu _{N}=5.050783699(31)\times 10^{-27}}J/T
在高斯單位制下，其數值為
{\displaystyle \mu _{N}=0.105155}e·fm
核磁子是像核子或原子核等重粒子磁偶極矩的自然單位。
中子和質子有其內在結構，而且不是狄拉克粒子，其磁矩和μN不同：
μp = 2.793 μN
μn = −1.913 μN

電子因為其荷質比較核子大很多，其磁偶極矩也比核子大很多，一般會用玻尔磁子為其單位。玻尔磁子是以相同方式，用電子質量計算。其結果是μN的約1836倍，此比例也就是質子和電子的質量比。

## 外部連結
- Nuclear magneton （页面存档备份，存于）, value from CODATA